# 凉州卫
凉州卫，明朝时设置的卫所。
洪武九年（1376年）改凉州置，治所在今甘肃省武威市。属陕西行都指挥使司。清朝雍正二年（1724年），升凉州府。